# Medal „Za wyróżnienie w służbie wojskowej”
Medal „Za wyróżnienie w służbie wojskowej” (ros. Медаль «За отличие в воинской службе») – radzieckie odznaczenie wojskowe.
Medal został ustanowiony dekretem Rady Najwyższej ZSRR z 28 października 1974, jego statut został poprawiony dekretem z dnia 18 lipca 1980. Medal posiada dwa stopnie.

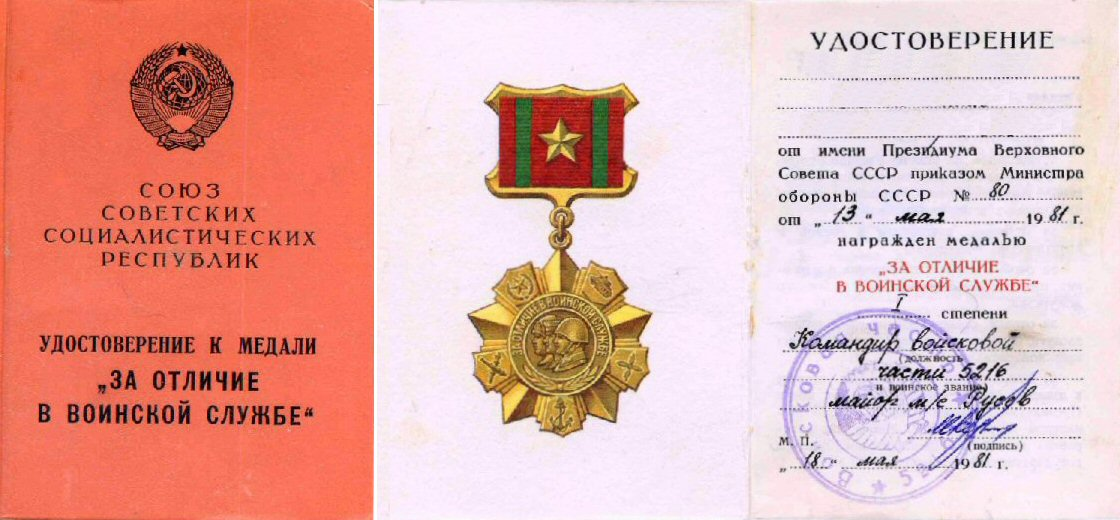
Legitymacja medalu

## Zasady nadawania
Medal został ustanowiony dla nagrodzenia żołnierz Armii Radzieckiej, Marynarki Wojennej, Wojsk Pogranicza i Wewnętrznych za wzorową służbę wojskową, w szczególności:
- za doskonałe wyniki w szkoleniu politycznym i wojskowym,
- za szczególne osiągnięcia w czasie ćwiczeń, manewrów wojskowych,
- za odwagę, bezinteresowność i inne zasługi w czasie służby wojskowej.

Medal nadawało Prezydium Rady Najwyższej ZSRR na wniosek Ministrów Obrony, Spraw Wewnętrznych i Przewodniczącego Komitetu Bezpieczeństwa Publicznego. Mógł być nadawany wszystkim żołnierzom, lecz najczęściej nadawano go chorążym. W zasadzie nadawany był jednorazowo, lecz zdarzały się przypadki ponownego nadania medalu.
Łącznie nagrodzono tym medalem ponad 140 tys. osób, w tym ok. 20 tys. medalem I klasy i ok. 120 tys. II klasy.

## Opis odznaki
Odznakę medalu I klasy stanowi wykonany z mosiądzu pięcioramienna gwiazda. Między ramionami gwiazdy znajduje się pięć tarcz ze znakami rodzajów wojsk. W środku znajduje się tarcza, w środku której znajdują się sylwetki głów: żołnierza, marynarza i lotnika. Na otoku tarczy jest napis ЗА ОТЛИЧИЕ В ВОИНСКОЙ СЛУЖБЕ (pol. Za wyróżnienie w służbie wojskowej). W dolnej części otoku jest wieniec laurowy. Rewers jest gładki.
Odznaka medalu II klasy wykonany jest z posrebrzanego niklu, wzór jest identyczny jak I stopnia.
Medal zawieszony jest na metalowej prostokątnej blaszce o szer. 29,5 mm i wys. 27,5 mm obciągniętej wstążką koloru czerwonego szerokości 24 mm, po bokach 3 mm od krawędzi są dwa zielone paski o szer. 3 mm.
Odznaka medalu została zaprojektowana przez Aleksandra Żuka.
Medal był noszony na prawej piersi, poniżej orderów ZSRR.